# 레고 호빗
레고 호빗은 호빗 삼부작을 바탕으로 여러 건축물, 인물을 레고로 형상화한 장난감 시리즈이다.